# Organización Revolucionaria Marxista Política Obrera
La Organización Revolucionaria Marxista – Política Obrera (ORM-Polop) (en portugués: Organização Revolucionária Marxista – Política Operária), más conocida como la POLOP, fue una organización política brasileña de izquierda radical, fundada en 1961 y que actuó hasta el año 1967. En la organización convivían activistas de ideas socialistas, comunistas y trotskistas. Enfrentó radicalmente a la dictadura militar surgida del golpe de 1964 y dio origen a organizaciones guerrilleras que la combatieron militarmente. Entre sus fundadores se encontraban intelectuales que habrían de destacarse en los años siguientes, como Theotonio dos Santos, Ruy Mauro Marini, Luiz Alberto de Vianna Moniz Bandeira y Paul Singer. Entre los políticos brasileños que militaron en la POLOP se encuentran Dilma Rousseff, elegida presidenta de Brasil en 2010 y José Aníbal, quien luego se convertiría en uno de los principales dirigentes del Partido de la Social Democracia Brasileña (PSDB).

## Historia
La POLOP se creó en 1961 como fruto de la fusión de la Juventud Socialista del Partido Socialista Brasileño (PSB), con el grupo estudiantil Mocidade Trabalhista (Mocedad Laborista) de Minas Gerais y la Liga Socialista del estado de São Paulo
Entre sus fundadores estaban algunos intelectuales destacados de la época, como Theotonio dos Santos, Ruy Mauro Marini, Luiz Alberto de Vianna Moniz Bandeira y Paul Singer. La POLOP se ubicó en el ala radical de la izquierda brasileña, incluso cuestionando la posición del Partido Comunista Brasileño (PCB). Actuó en los años agitados del gobierno de João Goulart y de los primeros años de dictadura militar (1964-1985) que tomó el poder con el golpe de Estado de 1964, a la que le opuso un significativo movimiento de resistencia.
Luego del golpe militar, la POLOP intentó organizar una guerrilla contra el régimen en el Valle del Río Dulce, pero nunca salió de la fase de planificación. Ese antecedente fue el embrión de la Guerrilha do Caparaó liderada por el Movimento Nacionalista Revolucionario (MNR).
De la POLOP se desprendieron varias organizaciones socialistas, a consecuencia de sucesivas escisiones internas. Entre las más significativas están el Comando de Liberación Nacional (Colina), la Vanguardia Popular Revolucionaria (VPR), el Partido Obrero Comunista (POC), la Vanguarda Armada Revolucionária Palmares (VAR-Palmares) y el Movimiento de Emancipación del Proletariado (MEP).
El régimen militar reprimió ferozmente a los militantes de la POLOP y de todas las organizaciones que se desprendieron de ella. Muchos fueron presos, torturados, asesinados o desaparecidos por la dictadura militar (1964-1985).